# Danwell Demas

a Compétitions nationales et continentales officielles uniquement.

b Matchs officiels uniquement.
Dernière mise à jour le 11 août 2019.
Danwel Demas, né le 1er octobre 1981, est un joueur de rugby à XV et rugby à sept sud-africain évoluant au poste d'ailier.

## Carrière
En 2009, il participe au match contre les Lions britanniques avec les espoirs sud-africains. Il marque un essai dans les dernières minutes du match, ce qui permet aux Emerging Springboks d'arracher le match nul.